# Marighella (film)
Pour plus de détails, voir Fiche technique et Distribution.
Marighella est un film brésilien réalisé par Wagner Moura, présenté en 2019 et sorti en 2021.

## Synopsis
Le filme retrace la vie du militant communiste brésilien Carlos Marighella, opposant à la dictature militaire brésilienne, et assassiné en 1969 par la police.

## Fiche technique
- Titre : Marighella
- Réalisation : Wagner Moura
- Scénario : Felipe Braga et Wagner Moura d'après la biographie Marighella - O Guerrilheiro que Incendiou o Mundo de Mário Magalhães
- Photographie : Adrian Teijido
- Montage : Lucas Gonzaga
- Production : Andrea Barata Ribeiro, Bel Berlinck et Wagner Moura
- Société de production : O2 Filmes et Globo Filmes
- Société de distribution : Elle Driver et Paris Filmes
- Pays :  Brésil
- Genre : Action, drame, biopic et thriller
- Durée : 155 minutes
- Dates de sortie : 
  -  Brésil : 2021[1]

## Distribution
- Seu Jorge : Carlos Marighella
- Adriana Esteves : Clara
- Bruno Gagliasso : Lúcio
- Luiz Carlos Vasconcelos : Branco
- Humberto Carrão : Humberto
- Jorge Paz : Jorge
- Ana Paula Bouzas : Maria
- Bella Camero : Bella
- Herson Capri : Jorge Salles
- Tuna Dwek : Ieda
- Guilherme Ferraz : Guilherme
- Guilherme Lopes : Crespo
- Rafael Lozano : Rafael
- Maria Marighella : Elza Sento Sé
- Kako Nollasco : Clóvis
- Charles Paraventi : Bob
- Adanilo Reis : Danilo
- Carla Ribas : Gorete
- Brian Townes : Wilson Chandler
- Henrique Vieira : Frei Henrique

## Distinctions
Le film a été présenté hors-compétition lors de la Berlinale 2019.